# No Hats Beyond This Point
No Hats Beyond This Point è il sesto album in studio del gruppo musicale canadese Men Without Hats, pubblicato il 4 novembre 2003.

## Caratteristiche
Lo stile dell'album consiste quasi interamente di sintetizzatori, definendo il ritorno del gruppo al suo sound storico. Inoltre non è presente la batteria (l'unica traccia di batteria presente, probabilmente sintetizzata, si trova nella quinta traccia dell'album, In California). Le nipoti di Ivan Doroschuk cantano come coro nei brani Christina's World, Telepathy e Roses.
L'album è considerato "underground" ed una rarità, poiché non fu mai pubblicato nell'anno della sua uscita. Nel 2011, tuttavia, la band decise di metterlo in commercio su diverse piattaforme streaming e per il download digitale.
Inizialmente doveva trattarsi del secondo album da solista di Doroschuk dopo The Spell e doveva intitolarsi Mote in God's Eye, ma venne infine pubblicato sotto il nome dei Men Without Hats.

## Tracce
1. Dancing in the Moonlight – 3:44
2. Christina's World – 4:14
3. Telepathy – 3:20
4. How Does It Feel – 3:27
5. In California – 3:50
6. Dreaming – 3:54
7. Body – 3:21
8. Roses – 4:24
9. Hey Superstar – 4:31
10. Today Tomorrow Yesterday – 2:25

### Mote in God's Eye demos
1. How Does it Feel?
2. The Mountain
3. Mote in God's Eye
4. Jesus Saved Me From the Martians
5. Mystify Me
6. Fuckin' Telephone
7. The Days Of Wine And You
8. Tomorrow Never Comes
9. I Was a Fool